# Cod Grounds Commonwealth Marine Reserve

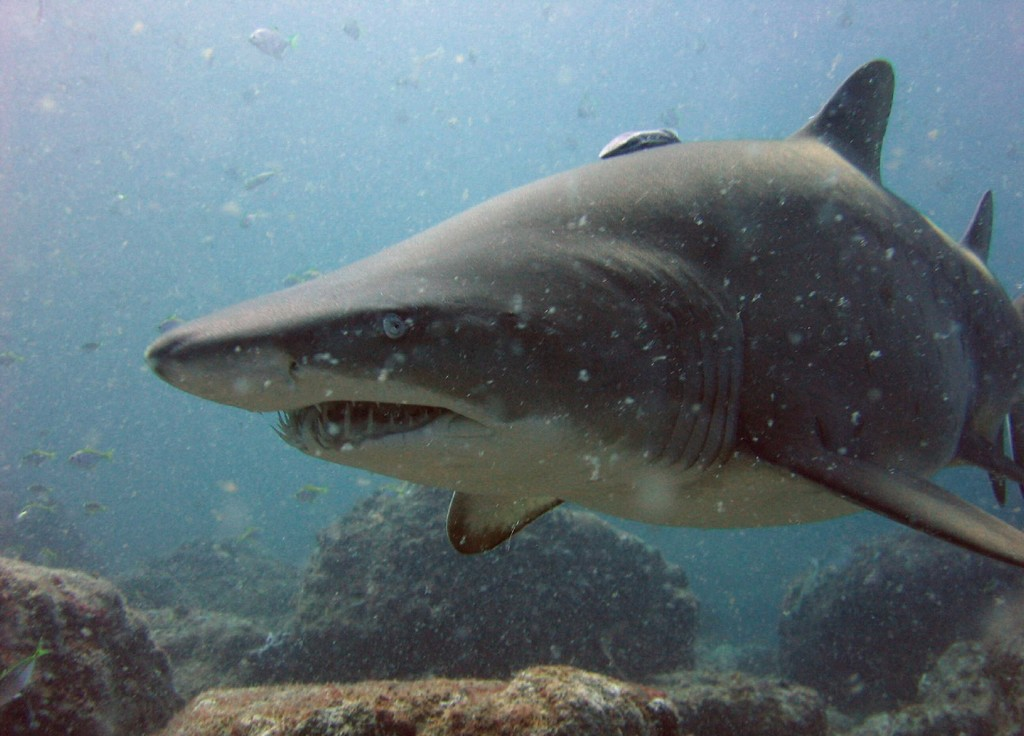
Sandtigerhai

Das Cod Grounds Commonwealth Marine Reserve ist ein australisches Meeresschutzgebiet, das zum Schutz einer gefährdeten Population von Sandtigerhaien an der Küste von New South Wales am 10. Mai 2007 proklamiert wurde. Es steht unter Verwaltung des Commonwealth, der australischen Bundesregierung.
In diesem Schutzgebiet, vor der Küstenstadt Laurieton mit einer Größe von etwa 300 ha ist jegliche Form von Fischfang strikt untersagt. Das Reservat hat einen Radius von 1000 m rund um den geografischen Punkt 31° 40′ 52″ S, 152° 54′ 37″ O. Das Cod Grounds genannte Gebiet weist eine Reihe von Unterwassergipfeln mit sandgefüllten Spalten bzw. Rinnen auf, wo weibliche Sandtigerhaie in außergewöhnlich großer Anzahl beobachtet wurden. In diesem Gebiet befindet sich die größte Population von Haien, die an der Küste von New South Wales entdeckt wurde.
Die Errichtung dieser Schutzzone ist Teil des Recovery Plan for the Grey Nurse Shark aus dem Jahr 2002 zum Schutz dieser Haiart.
Das Schutzgebiet wird durch das Department of the Environment, Water, Heritage and the Arts der australischen Regierung mit hohem technischen Aufwand beobachtet und überwacht.